# Großer Preis von Miami 2023
Der Große Preis von Miami 2023 (offiziell Formula 1 Crypto.com Miami Grand Prix 2023) fand am 7. Mai auf dem Miami International Autodrome in Miami statt und war das fünfte Rennen der Formel-1-Weltmeisterschaft 2023.

## Bericht

### Hintergründe
Nach dem Großen Preis von Aserbaidschan führte Max Verstappen in der Fahrerwertung mit sechs Punkten vor Sergio Pérez und mit 33 Punkten vor Fernando Alonso. In der Konstrukteurswertung führte Red Bull mit 93 Punkten vor Aston Martin und mit 104 Punkten vor Mercedes.
Pirelli stellte den Fahrern die Reifenmischungen C2 Hard (weiß), C3 Medium (gelb) und C4 Soft (rot) sowie Cinturato Intermediates (grün) und Cinturato Full-Wets (blau) für nasse Bedingungen zur Verfügung.
Im Gegensatz zur ersten Austragung des Rennens im Jahr 2022 wurden der erste und der zweite DRS-Aktivierungspunkt 75 Meter weiter nach vorne verschoben und 105 Meter nach Kurve 9 bzw. 525 Meter nach Kurve 16 positioniert.
McLaren trat zum 400. Mal mit Mercedes-Motoren zu einem Grand Prix an.
Pierre Gasly (zehn), Alonso (sechs), Lance Stroll, Alexander Albon (jeweils fünf), George Russell, Yuki Tsunoda (jeweils vier), Lando Norris, Kevin Magnussen, Esteban Ocon, Zhou Guanyu (jeweils drei), Verstappen, Pérez, Carlos Sainz jr. (jeweils zwei) und Charles Leclerc (einer) gingen mit Strafpunkten ins Wochenende.
Mit Verstappen (einmal) trat der bisher einzige ehemalige Sieger zu diesem Grand Prix an.
Als Rennkommissare für dieses Rennwochenende fungierten Nish Shetty (SGP), Matteo Perini (ITA), Danny Sullivan (USA) und Dennis Dean (USA).

### Training
Im ersten freien Training war Russell mit einer Zeit von 1:30,125 Minuten der Schnellste vor Lewis Hamilton und Leclerc.
Im zweiten freien Training war Verstappen dann mit einer Zeit von 1:27,930 Minuten der Schnellste vor Sainz jr. und Leclerc.
Das dritte freie Training entschied mit einer Zeit von 1:27,535 Minuten erneut Verstappen für sich. Auf den Plätzen zwei und drei folgten Leclerc und Pérez.

### Qualifying
Das Qualifying bestand aus drei Teilen mit einer Nettolaufzeit von 45 Minuten. Im ersten Qualifying-Segment (Q1) hatten die Fahrer 18 Minuten Zeit, um sich für das Rennen zu qualifizieren. Alle Fahrer, die im ersten Abschnitt eine Zeit erzielten, die maximal 107 Prozent der schnellsten Rundenzeit betrug, qualifizierten sich für den Grand Prix. Die besten 15 Fahrer erreichten den nächsten Qualifikationsabschnitt. Verstappen war Schnellster. Beide McLaren-Piloten, Tsunoda, Stroll und Lokalmatador Logan Sargeant schieden aus.
Der zweite Abschnitt (Q2) dauerte 15 Minuten. Die schnellsten zehn Piloten qualifizierten sich für den dritten Teil des Qualifyings. Verstappen war erneut Schnellster. Albon, Nico Hülkenberg, Hamilton, Zhou und Nyck de Vries schieden aus.
Der letzte Abschnitt (Q3) ging über eine Zeit von zwölf Minuten, in denen die ersten zehn Startpositionen vergeben wurden. Pérez fuhr mit einer Rundenzeit von 1:26,841 Minuten die Bestzeit vor Alonso und Sainz jr. Es war die dritte Pole-Position für Pérez in der Formel-1-Weltmeisterschaft. Der WM-Führende Verstappen qualifizierte sich lediglich auf Platz 9, da Leclerc kurz vor Ende des Qualifyings nach einem Dreher in der Mauer landete und somit eine Rotphase auslöste. Eine Verbesserung der Zeiten war demnach nicht mehr möglich. Hinter Pérez qualifizierten sich Alonso und Sainz jr. auf den Plätzen zwei und drei. Magnussen im Haas wurde überraschend Vierter vor Gasly und Russell.

### Rennen
Pérez konnte den Start gegen Alonso gewinnen und führte nach der ersten Runde das Rennen an, konnte sich allerdings nicht absetzen. Am Ende des Feldes verbremste sich de Vries bei der Anfahrt zur ersten Kurve und fuhr in das Heck von Norris´ McLaren. de Vries musste daher zum Frontflügelwechsel an die Box. Verstappen, mit den harten Reifen startend, arbeitete sich derweil durchs Feld und war in der 15. Runde bereits hinter seinem Teamkollegen auf dem zweiten Platz. Da Pérez mit den Mediums gestartet war, musste er schon in der 19. Runde zur Box, womit Verstappen die Führung übernehmen konnte. Im Gegensatz zu Pérez konnte sich Verstappen allerdings absetzen. In der 45. Runde kam auch er dann zu seinem Stopp, wechselte von Hards auf die Mediums und kam knapp hinter Pérez wieder auf die Strecke zurück.
Am Ende der 46. Runde konnte er Pérez dann bereits überholen und die Führung bis zum Ende des Rennens behalten. Er gewann somit sein 38. Rennen in der Formel-1-Weltmeisterschaft und auch das 38. Rennen für Red Bull Racing, womit er mit Sebastian Vettel gleichzog. Außerdem gelang ihm mit einer Rundenzeit von 1:29,708 Minuten auch die schnellste Runde, womit er sich einen Extrapunkt sichern konnte. Pérez wurde Zweiter, Alonso mit über 20 Sekunden Rückstand Dritter. Die restlichen Punkteplatzierungen belegten Russell, Sainz jr., Hamilton, Leclerc, Gasly, Ocon und Magnussen. Sainz jr. erhielt während des Rennens noch eine Fünf-Sekunden-Zeitstrafe wegen zu schnellem fahren in der Boxengasse, an seiner Platzierung änderte dies allerdings nichts.
Seit dem Großen Preis der Türkei 2021 haben erstmals wieder alle startenden Fahrer die Zielflagge gesehen und es gab keine Ausfälle.
In der Fahrerwertung konnte Verstappen seinen Vorsprung vor Pérez ausbauen, Alonso blieb Dritter. Auch in der Konstrukteurswertung konnte sich Red Bull absetzen.

## Meldeliste
| Team                                  | Nr. | Fahrer           | Chassis                           | Motor                             | Reifen |
| ------------------------------------- | --- | ---------------- | --------------------------------- | --------------------------------- | ------ |
| Oracle Red Bull Racing                | 01  | Max Verstappen   | Red Bull Racing RB19              | Honda RBPTH001                    | P      |
| Oracle Red Bull Racing                | 11  | Sergio Pérez     | Red Bull Racing RB19              | Honda RBPTH001                    | P      |
| Scuderia Ferrari                      | 16  | Charles Leclerc  | Ferrari SF-23                     | Ferrari 066/10                    | P      |
| Scuderia Ferrari                      | 55  | Carlos Sainz jr. | Ferrari SF-23                     | Ferrari 066/10                    | P      |
| Mercedes-AMG Petronas F1 Team         | 63  | George Russell   | Mercedes-AMG F1 W14 E Performance | Mercedes-AMG F1 M14 E Performance | P      |
| Mercedes-AMG Petronas F1 Team         | 44  | Lewis Hamilton   | Mercedes-AMG F1 W14 E Performance | Mercedes-AMG F1 M14 E Performance | P      |
| BWT Alpine F1 Team                    | 31  | Esteban Ocon     | Alpine A523                       | Renault E-Tech RE23               | P      |
| BWT Alpine F1 Team                    | 10  | Pierre Gasly     | Alpine A523                       | Renault E-Tech RE23               | P      |
| McLaren F1 Team                       | 81  | Oscar Piastri    | McLaren MCL60                     | Mercedes-AMG F1 M14 E Performance | P      |
| McLaren F1 Team                       | 04  | Lando Norris     | McLaren MCL60                     | Mercedes-AMG F1 M14 E Performance | P      |
| Alfa Romeo F1 Team Stake              | 77  | Valtteri Bottas  | Alfa Romeo C43                    | Ferrari 066/10                    | P      |
| Alfa Romeo F1 Team Stake              | 24  | Zhou Guanyu      | Alfa Romeo C43                    | Ferrari 066/10                    | P      |
| Aston Martin Aramco Cognizant F1 Team | 18  | Lance Stroll     | Aston Martin AMR23                | Mercedes-AMG F1 M14 E Performance | P      |
| Aston Martin Aramco Cognizant F1 Team | 14  | Fernando Alonso  | Aston Martin AMR23                | Mercedes-AMG F1 M14 E Performance | P      |
| MoneyGram Haas F1 Team                | 20  | Kevin Magnussen  | Haas VF-23                        | Ferrari 066/10                    | P      |
| MoneyGram Haas F1 Team                | 27  | Nico Hülkenberg  | Haas VF-23                        | Ferrari 066/10                    | P      |
| Scuderia AlphaTauri                   | 21  | Nyck de Vries    | AlphaTauri AT04                   | Honda RBPTH001                    | P      |
| Scuderia AlphaTauri                   | 22  | Yuki Tsunoda     | AlphaTauri AT04                   | Honda RBPTH001                    | P      |
| Williams Racing                       | 23  | Alexander Albon  | Williams FW45                     | Mercedes-AMG F1 M14 E Performance | P      |
| Williams Racing                       | 02  | Logan Sargeant   | Williams FW45                     | Mercedes-AMG F1 M14 E Performance | P      |

## Klassifikationen

### Qualifying
| Pos.                                                                      | Fahrer           | Konstrukteur                 | Q1       | Q2       | Q3         | Start |
| ------------------------------------------------------------------------- | ---------------- | ---------------------------- | -------- | -------- | ---------- | ----- |
| 01                                                                        | Sergio Pérez     | Red Bull Racing-Honda RBPT   | 1:27,713 | 1:27,328 | 1:26,841   | 01    |
| 02                                                                        | Fernando Alonso  | Aston Martin Aramco-Mercedes | 1:28,179 | 1:27,097 | 1:27,202   | 02    |
| 03                                                                        | Carlos Sainz jr. | Ferrari                      | 1:27,686 | 1:27,148 | 1:27,349   | 03    |
| 04                                                                        | Kevin Magnussen  | Haas-Ferrari                 | 1:27,809 | 1:27,673 | 1:27,767   | 04    |
| 05                                                                        | Pierre Gasly     | Alpine-Renault               | 1:28,061 | 1:27,612 | 1:27,786   | 05    |
| 06                                                                        | George Russell   | Mercedes                     | 1:28,086 | 1:27,743 | 1:27,804   | 06    |
| 07                                                                        | Charles Leclerc  | Ferrari                      | 1:27,713 | 1:26,964 | 1:27,861   | 07    |
| 08                                                                        | Esteban Ocon     | Alpine-Renault               | 1:27,945 | 1:27,444 | 1:27,935   | 08    |
| 09                                                                        | Max Verstappen   | Red Bull Racing-Honda RBPT   | 1:27,636 | 1:26,814 | keine Zeit | 09    |
| 10                                                                        | Valtteri Bottas  | Alfa Romeo-Ferrari           | 1:27,872 | 1:27,564 | keine Zeit | 10    |
| 11                                                                        | Alexander Albon  | Williams-Mercedes            | 1:28,234 | 1:27,795 | –          | 11    |
| 12                                                                        | Nico Hülkenberg  | Haas-Ferrari                 | 1:27,864 | 1:27,903 | –          | 12    |
| 13                                                                        | Lewis Hamilton   | Mercedes                     | 1:27,846 | 1:27,975 | –          | 13    |
| 14                                                                        | Zhou Guanyu      | Alfa Romeo-Ferrari           | 1:28,180 | 1:28,091 | –          | 14    |
| 15                                                                        | Nyck de Vries    | AlphaTauri-Honda RBPT        | 1:28,325 | 1:28,395 | –          | 15    |
| 16                                                                        | Lando Norris     | McLaren-Mercedes             | 1:28,394 | –        | –          | 16    |
| 17                                                                        | Yuki Tsunoda     | AlphaTauri-Honda RBPT        | 1:28,429 | –        | –          | 17    |
| 18                                                                        | Lance Stroll     | Aston Martin Aramco-Mercedes | 1:28,476 | –        | –          | 18    |
| 19                                                                        | Oscar Piastri    | McLaren-Mercedes             | 1:28,484 | –        | –          | 19    |
| 20                                                                        | Logan Sargeant   | Williams-Mercedes            | 1:28,577 | –        | –          | 20    |
| 107-Prozent-Zeit: 1:33,478 min (bezogen auf Q1-Bestzeit von 1:27,363 min) |                  |                              |          |          |            |       |

### Rennen
| Pos.                                                              | Fahrer           | Konstrukteur                 | Runden | Stopps | Zeit        | Start | Schnellste Runde |
| ----------------------------------------------------------------- | ---------------- | ---------------------------- | ------ | ------ | ----------- | ----- | ---------------- |
| 01                                                                | Max Verstappen   | Red Bull Racing-Honda RBPT   | 57     | 1      | 1:27:38,241 | 09    | 1:29,708 (56.)   |
| 02                                                                | Sergio Pérez     | Red Bull Racing-Honda RBPT   | 57     | 1      | + 5,384     | 01    | 1:30,560 (57.)   |
| 03                                                                | Fernando Alonso  | Aston Martin Aramco-Mercedes | 57     | 1      | + 26,305    | 02    | 1:30,519 (57.)   |
| 04                                                                | George Russell   | Mercedes                     | 57     | 1      | + 33,229    | 06    | 1:31,015 (57.)   |
| 05                                                                | Carlos Sainz jr. | Ferrari                      | 57     | 1      | + 42,511    | 03    | 1:31,362 (55.)   |
| 06                                                                | Lewis Hamilton   | Mercedes                     | 57     | 1      | + 51,249    | 13    | 1:30,669 (57.)   |
| 07                                                                | Charles Leclerc  | Ferrari                      | 57     | 1      | + 52,988    | 07    | 1:31,434 (57.)   |
| 08                                                                | Pierre Gasly     | Alpine-Renault               | 57     | 1      | + 55,670    | 05    | 1:31,971 (55.)   |
| 09                                                                | Esteban Ocon     | Alpine-Renault               | 57     | 1      | + 58,123    | 08    | 1:31,143 (56.)   |
| 10                                                                | Kevin Magnussen  | Haas-Ferrari                 | 57     | 1      | + 1:02,945  | 04    | 1:31,691 (53.)   |
| 11                                                                | Yuki Tsunoda     | AlphaTauri-Honda RBPT        | 57     | 1      | + 1:04,309  | 17    | 1:31,038 (56.)   |
| 12                                                                | Lance Stroll     | Aston Martin Aramco-Mercedes | 57     | 1      | + 1:04,754  | 18    | 1:30,862 (44.)   |
| 13                                                                | Valtteri Bottas  | Alfa Romeo-Ferrari           | 57     | 1      | + 1:11,637  | 10    | 1:31,838 (56.)   |
| 14                                                                | Alexander Albon  | Williams-Mercedes            | 57     | 1      | + 1:12,861  | 11    | 1:31,852 (55.)   |
| 15                                                                | Nico Hülkenberg  | Haas-Ferrari                 | 57     | 1      | + 1:14,950  | 12    | 1:30,901 (36.)   |
| 16                                                                | Zhou Guanyu      | Alfa Romeo-Ferrari           | 57     | 1      | + 1:18,440  | 14    | 1:31,736 (56.)   |
| 17                                                                | Lando Norris     | McLaren-Mercedes             | 57     | 1      | + 1:27,717  | 16    | 1:32,401 (47.)   |
| 18                                                                | Nyck de Vries    | AlphaTauri-Honda RBPT        | 57     | 1      | + 1:28,949  | 15    | 1:31,562 (57.)   |
| 19                                                                | Oscar Piastri    | McLaren-Mercedes             | 56     | 1      | + 1 Runde   | 19    | 1:32,006 (56.)   |
| 20                                                                | Logan Sargeant   | Williams-Mercedes            | 56     | 1      | + 1 Runde   | 20    | 1:32,384 (50.)   |
| Fahrer des Tages: Max Verstappen (27,1 % der abgegebenen Stimmen) |                  |                              |        |        |             |       |                  |

Anmerkungen
1. ↑  Sainz jr. erhielt eine Fünf-Sekunden-Zeitstrafe, da er zu schnell in die Boxengasse fuhr. An seiner Position änderte die Strafe nichts.

## WM-Stände nach dem Rennen
Die ersten zehn des Rennens bekamen 25, 18, 15, 12, 10, 8, 6, 4, 2 bzw. 1 Punkt(e). Zusätzlich wurde ein Punkt für die schnellste Rennrunde vergeben, wenn der betreffende Fahrer unter den ersten Zehn ins Ziel kam.

### Fahrerwertung
| Pos. | Fahrer           | Konstrukteur                 | Punkte |
| ---- | ---------------- | ---------------------------- | ------ |
| 01   | Max Verstappen   | Red Bull Racing-Honda RBPT   | 119    |
| 02   | Sergio Pérez     | Red Bull Racing-Honda RBPT   | 105    |
| 03   | Fernando Alonso  | Aston Martin Aramco-Mercedes | 75     |
| 04   | Lewis Hamilton   | Mercedes                     | 56     |
| 05   | Carlos Sainz jr. | Ferrari                      | 44     |
| 06   | George Russell   | Mercedes                     | 40     |
| 07   | Charles Leclerc  | Ferrari                      | 34     |
| 08   | Lance Stroll     | Aston Martin Aramco-Mercedes | 27     |
| 09   | Lando Norris     | McLaren-Mercedes             | 10     |
| 10   | Pierre Gasly     | Alpine-Renault               | 8      |

| Pos. | Fahrer          | Konstrukteur          | Punkte |
| ---- | --------------- | --------------------- | ------ |
| 11   | Nico Hülkenberg | Haas-Ferrari          | 6      |
| 12   | Esteban Ocon    | Alpine-Renault        | 6      |
| 13   | Valtteri Bottas | Alfa Romeo-Ferrari    | 4      |
| 14   | Oscar Piastri   | McLaren-Mercedes      | 4      |
| 15   | Zhou Guanyu     | Alfa Romeo-Ferrari    | 2      |
| 16   | Yuki Tsunoda    | AlphaTauri-Honda RBPT | 2      |
| 17   | Kevin Magnussen | Haas-Ferrari          | 2      |
| 18   | Alexander Albon | Williams-Mercedes     | 1      |
| 19   | Logan Sargeant  | Williams-Mercedes     | 0      |
| 20   | Nyck de Vries   | AlphaTauri-Honda RBPT | 0      |

### Konstrukteurswertung
| Pos. | Konstrukteur                 | Punkte |
| ---- | ---------------------------- | ------ |
| 01   | Red Bull Racing-Honda RBPT   | 224    |
| 02   | Aston Martin Aramco-Mercedes | 102    |
| 03   | Mercedes                     | 96     |
| 04   | Ferrari                      | 78     |
| 05   | McLaren-Mercedes             | 14     |

| Pos. | Konstrukteur          | Punkte |
| ---- | --------------------- | ------ |
| 06   | Alpine-Renault        | 14     |
| 07   | Haas-Ferrari          | 8      |
| 08   | Alfa Romeo-Ferrari    | 6      |
| 09   | AlphaTauri-Honda RBPT | 2      |
| 10   | Williams-Mercedes     | 1      |